# Joanne Whalley
Joanne Whalley (Salford, 25 agosto 1961) è un'attrice e cantante britannica.
Fino a quando è stata sposata con l'attore Val Kilmer è stata accreditata nei titoli come Joanne Whalley-Kilmer.

## Biografia
Attrice molto nota sul finire degli anni 1980 e nei primi anni 1990, ha recitato in vari film di discreto successo commerciale quali Willow (1988), Scandal - Il caso Profumo (1989), Prova schiacciante (1991), Il verdetto della paura  (1994) e The Guilty - Il colpevole (2000).

## Vita privata
Dal 1988 al 1996 Whalley è stata sposata con l'attore Val Kilmer, da cui ha avuto due figli, Mercedes e Jack Kilmer.

## Filmografia

### Cinema
- Pink Floyd - The Wall, regia di Alan Parker (1982)
- Ballando con uno sconosciuto (Dance with a Stranger), regia di Mike Newell (1985)
- No Surrender, regia di Peter Smith (1985)
- The Good Father - Amore e rabbia (The Good Father), regia di Mike Newell (1985)
- Willow, regia di Ron Howard (1988)
- Un prete da uccidere (To Kill a Priest), regia di Agnieszka Holland (1988)
- Scandal - Il caso Profumo (Scandal), regia di Michael Caton-Jones (1989)
- Uccidimi due volte (Kill Me Again), regia di John Dahl (1989)
- Navy Seals - Pagati per morire (Navy Seals), regia di Lewis Teague (1990)
- The Big Man, regia di David Leland (1990)
- Prova schiacciante (Shattered), regia di Wolfgang Petersen (1991)
- Il mistero di Storyville (Storyville), regia di Mark Frost (1992)
- The Secret Rapture, regia di Howard Davies (1993)
- La notte della verità (Mother's Boys), regia di Yves Simoneau (1994)
- Alla ricerca dello stregone (A Good Man in Africa), regia di Bruce Beresford (1994)
- Il verdetto della paura (Trial by Jury), regia di Heywood Gould (1994)
- L'uomo che sapeva troppo poco (The Man Who Knew Too Little), regia di Jon Amiel (1997)
- L'orecchio dei Whit (A Texas Funeral), regia di W. Blake Herron (1999)
- The Guilty - Il colpevole (The Guilty), regia di Anthony Waller (2000)
- Terapia assassina (Breathtaking), regia di David Green (2000)
- Before You Go, regia di Lewis Gilbert (2002)
- La corsa di Virginia (Virginia's Run), regia di Peter Markle (2002)
- The Californians - Il progetto (The Californians), regia di Jonathan Parker (2005)
- Played - Se non giochi muori (Played), regia di Sean Stanek (2006)
- Uragano (Flood), regia di Tony Mitchell (2007)
- 44 Inch Chest, regia di Malcolm Venville (2009)
- Twixt, regia di Francis Ford Coppola (2011)
- La settima musa (Muse), regia di Jaume Balagueró (2017)
- Paolo - Apostolo di Cristo (Paul, Apostle of Christ), regia di Andrew Hyatt (2018)

### Televisione
- Coronation Street – serial TV, 3 puntate (1974-1976)
- Crown Court – serie TV, 3 episodi (1976-1978)
- How We Used to Live – serie TV, 20 episodi (1976-1979)
- Valle di luna (Emmerdale Farm) – serial TV, 6 puntate (1977)
- Juliet Bravo – serie TV, 1 episodio (1980)
- Ispettore Maggie (The Gentle Touch) – serie TV, 1 episodio (1982)
- Reilly, l'asso delle spie (Reilly: Ace of Spies), regia di Martin Campbell – miniserie TV (1983)
- Ai confini delle tenebre (Edge of Darkness), regia di Martin Campbell – miniserie TV (1985)
- The Singing Detective – miniserie TV (1986)
- Rossella (Scarlett), regia di John Erman – miniserie TV (1994)
- I sentieri della vita (Run the Wild Field), regia di Paul A. Kaufman – film TV (2000)
- Jackie Bouvier Kennedy Onassis, regia di David Burton Morris – miniserie TV (2000)
- The Virgin Queen, regia di Coky Giedroyc – miniserie TV (2006)
- Gossip Girl – serie TV, 7 episodi (2011-2012)
- I Borgia (The Borgias) – serie TV, 25 episodi (2011-2013)
- Jamaica Inn, regia di Philippa Lowthorpe – miniserie TV, 3 puntate (2014)
- Wolf Hall, regia di Peter Kosminsky – miniserie TV, 3 puntate (2014)
- A.D. - La Bibbia continua (A.D.: The Bible Continues) – miniserie TV, 12 puntate (2015)
- Beowulf: Return to the Shieldlands – serie TV, 12 episodi (2016)
- The White Princess, regia di Jamie Payne e Alex Kalymnios – miniserie TV, 6 puntate (2017)
- Daredevil – serie TV, 9 episodi (2018)
- Tin Star – serie TV, 6 episodi (2020)
- Willow – serie TV, 3 episodi (2022-2023)
- Carnival Row – serie TV, 9 episodi (2023)

## Doppiatrici italiane
Nelle versioni in italiano delle opere in cui ha recitato, Joanne Whalley è stata doppiata da:
- Cristina Boraschi in Amore e rabbia, Prova schiacciante, Alla ricerca dello stregone, L'uomo che sapeva troppo poco
- Roberta Paladini in Willow (film), 44 Inch Chest, Marvel's Daredevil, Willow (serie televisiva)
- Giuppy Izzo in La notte della verità, Il verdetto della paura, Rossella, A.D. - La Bibbia continua
- Isabella Pasanisi in Uccidimi due volte, The Guilty - Il colpevole
- Pinella Dragani in Played - Se non giochi muori, Uragano
- Micaela Esdra in Un prete da uccidere
- Maria Teresa Martino in Scandal - Il caso Profumo
- Marina Locchi in Navy Seals - Pagati per morire
- Elda Olivieri in The Big Man
- Angiola Baggi ne Il mistero di Storyville
- Cinzia De Carolis in La settima musa
- Alessandra Chiari in Paolo - Apostolo di Cristo
- Roberta Greganti in Reilly, l'asso delle spie
- Anna Radici in I Borgia
- Anna Cesareni in The White Princess
- Fabrizia Castagnoli in Tin Star
- Sabrina Duranti in Carnival Row